# Batalla del río Flint
La batalla del río Flint fue un fallido ataque de fuerzas conjuntas hispano-apalache contra los indios creek en octubre de 1702. La batalla fue un factor decisivo en el incremento de las hostilidades fronterizas que mantenían comerciantes británicos de la provincia de Carolina contra la Florida española. La Batalla del río Flint sería el preludio de una serie de acciones militares mucho más organizadas que se conocen por el nombre de Guerra de la Reina Ana.
Los creek, ayudados por un pequeño número de ingleses y liderados por el comerciante Anthony Dodsworth, emboscaron a los apalaches y españoles en la ribera del río Flint siendo muertos o capturados más de la mitad. La reacción a esta batalla, tanto de las autoridades inglesas como de las españolas, fue el de acelerar los preparativos militares que culminarían en el Sitio de San Agustín en noviembre de 1702.

## Antecedentes
Los esfuerzos colonizadores en el sudeste de Norteamérica por parte de británicos y españoles no tardaron en entrar en conflicto. Los asentamientos ingleses en la provincia de Carolina en 1663 y Charles Town (en la actualidad la ciudad de Charleston) en 1670 elevaron significativamente las tensiones con los españoles quienes hacía tiempo se habían establecido en la Florida española. Comerciantes y esclavos provenientes de la nueva provincia penetraron en la Florida española dando lugar a expediciones de represalia por ambos bandos. En el año 1700 el gobernador de Carolina, Joseph Blake, amenazó con hacer valer a la fuerza sus derechos sobre Pensacola fundada por los españoles en 1698.
Algunos comerciantes de Carolina como Anthony Dodsworth y Thomas Nairne habían establecido alianzas con los indios Creek a quienes abastecían de armas a cambio de esclavos y pieles de animales.
La población española de la Florida por aquel entonces era bastante reducida. Desde su fundación en el siglo XVI, los españoles habían establecido una red de misiones cuyo principal propósito era el de pacificar a la población local y convertirlos al catolicismo. En la región del pueblo Apalachee (actual oeste de Florida y sudeste de Georgia) tenían 14 misiones comunitarias con una población de unas 8000 personas en el año 1680. La mayoría de las comunidades estaban pobladas por Apalachee y otras por diferentes tribus que habían emigrado desde el sur hasta aquella zona. Los españoles tenían la política de no armar con mosquetes a los indios y las misiones apalachee sufrieron en 1701 un considerable número de ataques por parte de ingleses y de indios creek.
En enero de 1702 Pierre Le Moyne d'Iberville, francés fundador de Mobile en Alabama, aconsejó al comandante español de Pensacola que debía armar adecuadamente a los apalachee y prepararse para afrontar una férrea defensa contra las incursiones inglesas dentro de territorio español. D'Iberville incluso ofreció el equipamiento y pertrechos necesarios para este propósito. En mayo de 1702, tras la destrucción por los ingleses de la misión de los Timucua, el gobernador de Florida José de Zúñiga y la Cerda autorizó una expedición dentro de territorio creek.

## Batalla

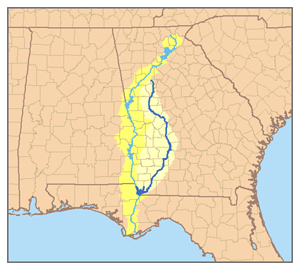
Mapa moderno de Georgia con la cuenca del río Flint resaltada. En azul oscuro el río Flint y en claro el río Chattahoochee

Zúñiga envió al capitán español don Francisco Romo de Uriza a la misión de San Luis de Apalache donde se había reunido, proveniente de otras misiones de los alrededores, una fuerza aproximada de 800 hombres entre apalachee y españoles (el número exacto no se conoce pues los informes de Uriza nunca se encontraron). Este movimiento de fuerzas llegó a oídos del comerciante Anthony Dodsworth (nombrado en los documentos españoles como "Don Antonio") que se encontraba en Achita junto a indios locales. Según informó posteriormente una mujer india a Manuel Solano (gobernador de San Luis), unos 400 guerreros, principalmente Apalachicolas y Chiscas, salieron con Dodsworth y otros cuatro hombres(dos blancos y dos negros) al encuentro de las fuerzas de Uriza. Partieron de Achita alrededor del 7 de octubre, en las mismas fechas que Uriza dejó Apalachee. La fecha exacta en que se produjo el enfrentamiento no se conoce. La mujer india aseguró a Solano que ella vio la batalla el 18 de octubre, la misma fecha en que se tiene constancia que Uriza y lo que quedaba de sus tropas llegaron a la ciudad apalachee de Bacacua.
Dodsworth había reunido una fuerza de entre 400 y 500 guerreros con la ayuda del jefe Apalachicola Emperador Brim y previendo un ataque por sorpresa de los españoles al campamento Apalachicola donde se asentaban, dejó los aperos y mantas como si estuvieran allí pernoctando y se emboscaron por los alrededores. Cuando los Apalachhe y españoles quisieron sorprenderlos atacando antes del amanecer los guerreros ocultos se abalanzaron sobre ellos. Lo inesperado del ataque y las mejores armas proporcionadas a los Apalachicolas por los ingleses lograron que la fuerza hispano-apalachee no tardara en sucumbir. Uriza, a su llegada a territorio apalachee, informó de que tan sólo tenía 300 hombres.

## Consecuencias
La derrota puso inmediatamente al gobernador Zúñiga a la defensiva y ordenó al Fuerte San Luis se adecuara e hiciera acopio de víveres para soportar un largo asedio. Por otra parte, la batalla consiguió enaltecer los ánimos de los habitantes de Charles Town cuyo gobernador, James Moore, preparó una expedición contra San Agustín seguro de ser aprobada por sus superiores ya que le había llegado la noticia de la declaración de guerra entre España e Inglaterra debido a los conflictos en la sucesión del trono español. Su expedición partió de Charles Town en noviembre y el asedió al que sometió San Agustín resultó un fracaso a pesar de que las misiones comunitarias de la Provincia de Guale fueron destruidas. En 1704, Moore lideró una expedición contra las misiones de los Apalachee a los que prácticamente exterminó. Al final de la Guerra de la Reina Ana, en 1713, los ingleses prácticamente habían despoblado el actual estado de Georgia de españoles y de las tribus indias aliadas dejando a España tan sólo el control de poco más que San Agustín y Pensacola.
Dos señales conmemorativas en recuerdo de la Batalla del río Flint fueron erigidas en sendos puntos bastante distantes uno del otro. Uno de ellos erigido en 1965 por la Georgia Historical Commission se encuentra en el centro del estado de Georgia y cerca del condado de Crisp.  El otro, erigido en 1985 por la Historic Chattahoochee Commission, está situado al sur de Georgia cerca de la localidad de Bainbridge.